# México en el Clásico Mundial de Béisbol de 2013

El equipo nacional de México es la selección de béisbol que representó a México en el Clásico Mundial de Béisbol 2013. La selección quedó en 11.o lugar, ya que no pudo pasar de la primera ronda.

## Resultados
| Equipo | 1 | 2 | 3 | 4 | 5 | 6 | 7 | 8 | 9 | C | H  | E |
| ------ | - | - | - | - | - | - | - | - | - | - | -- | - |
| Italia | 2 | 0 | 0 | 2 | 0 | 0 | 0 | 0 | 2 | 6 | 12 | 1 |
| México | 3 | 1 | 0 | 0 | 1 | 0 | 0 | 0 | 0 | 5 | 11 | 0 |

LG: Nick Pugliese (1-0)  LP: Sergio Romo (0-1)  SV: Jason Grilli  
HRs:  ITA – Drew Butera (1)

Umpires: HP: Jim Reynolds. 1B: Michael Ulloa. 2B: Brian Gorman. 3B: Kwang-Nam Na. 

Asistencia: 4 478 espectadores.

Duración: 3 h 41 m

| Equipo         | 1 | 2 | 3 | 4 | 5 | 6 | 7 | 8 | 9 | C | H | E |
| -------------- | - | - | - | - | - | - | - | - | - | - | - | - |
| México         | 2 | 0 | 2 | 0 | 1 | 0 | 0 | 0 | 0 | 5 | 9 | 0 |
| Estados Unidos | 0 | 0 | 0 | 1 | 0 | 0 | 0 | 1 | 0 | 2 | 8 | 1 |

LG: Yovani Gallardo (1-0)  LP: R. A. Dickey (0-1)  SV: Sergio Romo (1)  
HRs:  MEX – Adrián González

Umpires: HP: Todd Tichenor. 1B: Brian Gorman. 2B: Miguel Hernández. 3B: Michael Ulloa. 

Asistencia: 44 256 espectadores.

Duración: 3 h 29 m

| Equipo | 1 | 2 | 3 | 4 | 5 | 6 | 7 | 8 | 9 | C  | H  | E |
| ------ | - | - | - | - | - | - | - | - | - | -- | -- | - |
| Canadá | 4 | 0 | 0 | 0 | 0 | 1 | 2 | 2 | 1 | 10 | 15 | 1 |
| México | 1 | 0 | 0 | 2 | 0 | 0 | 0 | 0 | 0 | 3  | 8  | 0 |

LG: Chris Leroux (1-0)  LP: Marco Estrada (0-1)  

Umpires: HP: Brian Gorman. 1B: Kwang-Nam Na. 2B: Brian Knight. 3B: Michael Ulloa.

Asistencia: 19 581 espectadores. 

Duración: 3 h 44 m

- Datos: Q10845917